# Cacyreus virilis
Cacyreus virilis är en fjärilsart som beskrevs av Aurivillius 1925. Cacyreus virilis ingår i släktet Cacyreus och familjen juvelvingar. IUCN kategoriserar arten globalt som livskraftig. Inga underarter finns listade i Catalogue of Life.